# Oman wierzbolistny
Oman wierzbolistny (Pentanema salicinum) – gatunek rośliny z rodziny astrowatych. Tradycyjnie włączany do rodzaju oman Inula, jednak w 2018 zawężono ujęcie tego rodzaju i gatunek trafił do rodzaju Pentanema. Zasięg gatunku obejmuje rozległe obszary Europy i Azji w strefie umiarkowanej – od Hiszpanii po Japonię. W Polsce gatunek ten jest dość częsty regionalnie – zwłaszcza w południowej części niżu, w pasie wyżyn i w niższych położeniach górskich, poza tym ma liczne stanowiska w dolinie Bugu i Wisły, w województwie wielkopolskim i kujawsko-pomorskim. Rzadki jest w środkowej części kraju oraz na północnym zachodzie i północnym wschodzie.

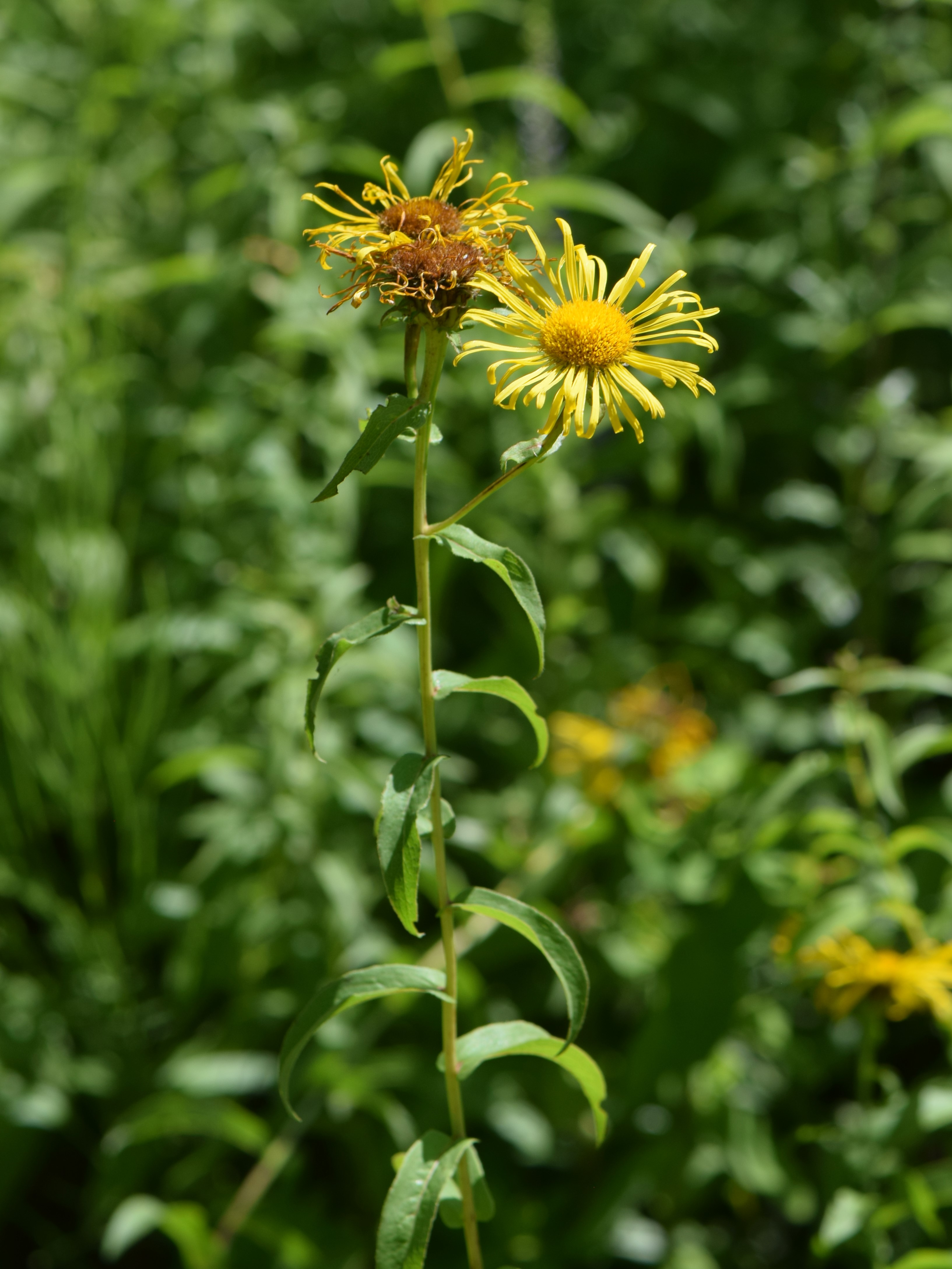
Pokrój

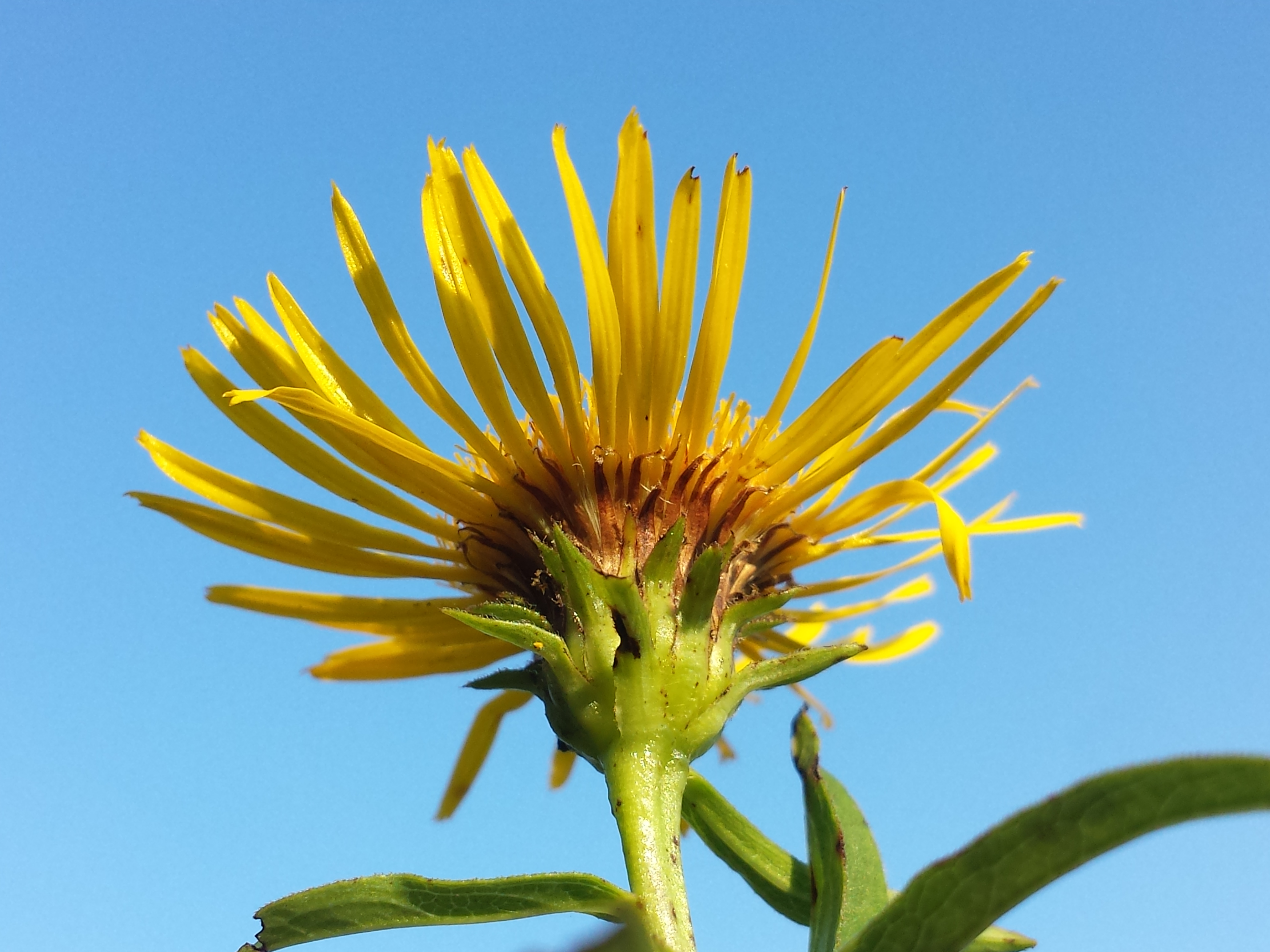
Okrywa koszyczka

## Morfologia
PokrójRoślina zielna o łodydze wzniesionej, osiągającej 30–60 cm, rzadziej do 80 cm, pojedynczej bądź słabo rozgałęzionej, nagiej lub na dole słabo owłosionej.
LiścieGęsto rozmieszczone wzdłuż łodygi, lancetowate, o długości 4–10 cm i szerokości do 2,5 cm. Liście są nagie, co najwyżej orzęsione na brzegu i na nerwach na spodniej stronie blaszki; siedzące, obejmujące nasadą łodygę. Blaszka jest długo zaostrzona, drobno ząbkowana bądź całobrzega.
KwiatyZebrane w pojedyncze lub kilka koszyczków na szczycie łodygi tworząc luźny, baldachokształtny kwiatostan złożony. Koszyczki osiągają średnicę 2,5–4 cm. Listki okrywy ułożone dachówkowato, zewnętrzne listki okrywy koszyczka krótsze od wewnętrznych, lancetowate, na szczycie często odgięte, a na brzegu orzęsione. Wszystkie kwiaty są złocistożółte, wewnątrz koszyczka rurkowate, na zewnątrz języczkowate, które są ok. dwa razy dłuższe od rurkowatych.
OwoceNiełupki o długości ok. 1,5 mm.

## Biologia i ekologia
Bylina, kwitnie od czerwca do sierpnia, czasem jeszcze we wrześniu. Zasiedla gleby ubogie, zarówno o odczynie kwaśnym jak i zasadowym. Jest gatunkiem charakterystycznym dla nienawożonych i okresowo wilgotnych łąk ze związku Molinion caeruleae. Rośnie także w wiklinach nadrzecznych, a także w miejscach suchych i słonecznych – na murawach, w zaroślach i brzegach lasów.